# Язык (анатомия)
Язы́к (лат. lingua) — непарный вырост дна ротовой полости у особей позвоночных.
Форма и положение языка изменчивы и зависят от его функционального состояния. В состоянии покоя язык имеет лопатообразную форму, почти полностью заполняя полость рта. Верхушка языка прилежит к задней поверхности передних зубов.

## Функции языка
Язык участвует в процессе жевания, членораздельной речи, вкусового восприятия и слюноотделения.
Чрезвычайно важна роль языка при сосании молока матери новорождённым и грудным ребёнком.
Собаки с помощью языка также осуществляют теплорегуляцию — когда им жарко, они высовывают язык и активно дышат. При этом слюна, активно испаряясь, уносит излишки тепла с языка, а так как он насыщен кровеносными сосудами, то и из крови, а следовательно и из всего организма.
Кошки, как и многие другие животные, активно используют язык для вылизывания себя и детёнышей. Кроме того, длинный и подвижный кошачий язык оснащён по бокам особыми бугорками, которые позволяют отделять мясо от скелета жертвы.

## Строение языка

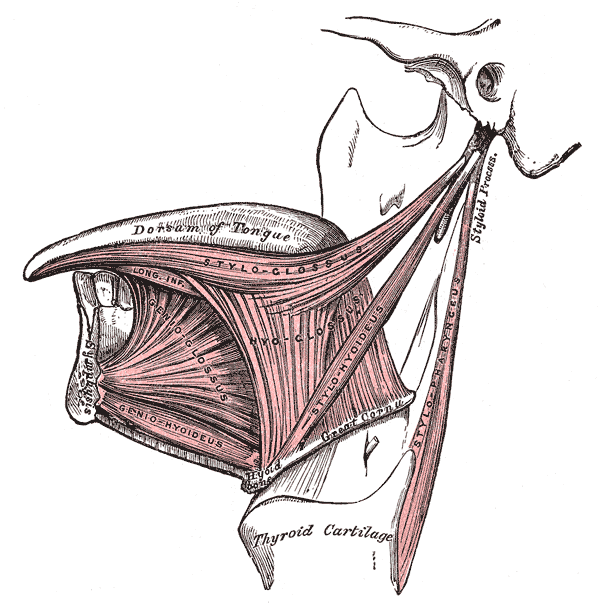
Мышцы языка

Язык человека образован поперечно-полосатой мышечной тканью и покрыт слизистой оболочкой. В языке выделяют корень языка (задняя треть, обращён к глотке) и тело языка (передние две трети). Верхнюю поверхность языка называют спинкой. На границе корня и тела языка находится терминальная борозда. Сагиттально язык разделяет продольная борозда (внешний след находящейся внутри перегородки языка). В месте соединения этих борозд находится слепое отверстие языка (у некоторых людей отсутствует) — foramen caecum, — остаток редуцированного щито-язычного протока зачатка щитовидной железы, ductus thyreoglossus. Под языком находится уздечка языка (лат. frenulum linguae) — складка слизистой оболочки полости рта, идущая по средней линии и соединяющая дно полости рта с нижней поверхностью языка.

### Слизистая оболочка языка
Слизистая оболочка языка плотно сращена с язычной фасцией и межмышечной соединительной тканью. Подслизистый слой в языке отсутствует, поэтому слизистая оболочка неподвижна и не собирается в складки. Снаружи эта оболочка покрыта многослойным плоским эпителием. В ней содержатся железы, вкусовые органы и лимфатические образования. В области кончика, спинки, корня и краёв языка слизистая оболочка шероховата. Кстати, от пограничной борозды она толще, чем спереди, и имеет узловатые возвышения из-за наличия лимфатических фолликулов, а на нижней поверхности — гладкая. По средней линии слизистая образует уздечку языка, а по сторонам от неё — сходящиеся кпереди бахромчатые складки, plicae fimbriatae, выраженные более отчётливо у детей. Слизистая оболочка заднего отдела языка образует три язычно-надгортанные складки, идущие к надгортаннику: непарную — срединную, plica glossoepiglottica mediana, и парные — латеральные, plicae glossoepiglotticae laterales. Между ними расположены надгортанные выемки, valleculae epiglotticae. На верхней поверхности и по краям языка кпереди от sulcus terminalis имеются многочисленные различного устройства выпячивания слизистой оболочки — сосочки языка, papillae languales. 

#### Сосочки языка
В области тела языка эпителий и собственная пластинка слизистой оболочки формируют пять типов сосочков: нитевидные, конусовидные, грибовидные, желобовидные и листовидные.

##### Нитевидные сосочки
Нитевидные сосочки (papillae filiformes) — наиболее многочисленны, рассеяны на всем протяжении стенки и по краям языка. Длина их от 0,6 до 2,5 мм, толщина 0,1 — 0,6 мм. Спереди они длиннее, чем в задних отделах спинки языка. Основу сосочка составляет выпячивание собственной пластинки слизистой оболочки, которое покрыто многослойным плоским эпителием ороговевающего типа. Слущивающиеся роговые чешуйки имеют беловатый цвет, вследствие чего язык беловато-розовый. При нарушениях пищеварения отторжение ороговевших клеток эпителия задерживается, в результате чего на языке образуется белый налёт («обложенный» язык). Нитевидные сосочки не являются вкусовыми органами. Они функционируют как органы осязания и способствуют удержанию пищи на языке.
У хищных и жвачных животных они способны снимать пластами полужидкое, полутвердое и даже твёрдое вещество. Преобладают у кошачьих.

##### Конусовидные сосочки
Конусовидные сосочки (papillae conicae) — находятся среди нитевидных и очень близки к ним по своему строению и функции. Их рассматривают как переходную форму к вкусовым сосочкам. Обладают рецепторами болевой, температурной и осязательной чувствительности. Являются механическими.

##### Грибовидные сосочки
Грибовидные сосочки (papillae fungiformes) — округлые, возвышаются над поверхностью слизистой оболочки в виде беловато-розовых шляпок. Основа каждого грибовидного сосочка образована соединительной тканью собственной пластинки, покрытая многослойным плоским неороговевающим эпителием.
Разбросаны по всей поверхности языка, но не заходят за границу терминальной бороздки. Кроме того, от них свободна и центральная область спинки. Наиболее мелкие грибовидные сосочки располагаются на кончике языка . а наиболее крупные — на уровне коренных зубов. Общее количество грибовидных сосочков может быть от 624 до 852, а по некоторым данным — превышает 1000.

##### Желобовидные сосочки (сосочки, окруженные валом)
Желобовидные сосочки (papillae vallatae) — вблизи корня языка и состоят из центрального сосочка, его валика и желез. Число в среднем составляет: у свиньи и лошади 2, плотоядных 4-6, быка 14-35, овцы 36-50. Вкусовые луковицы расположены в стенках канавки, на дне которой открываются протоки небольших серозных желез. Общее количество вкусовых луковиц у собак составляет 8 000. Вкусовая иннервация обеспечивается языкоглоточным нервом.

##### Листовидные сосочки
Листовидные сосочки (papillae foliatae) — в виде овальных поперечных возвышений слизистой оболочки располагаются по бокам языка, около небно-язычных дуг. Вкусовые луковицы лежат в стенке ровиков, разделяющих сосочек на отдельные листочки-складки, а в глубине их открываются протоки небольших серозных желез. В толще слизистой оболочки и между пучками собственной язычной мышцы содержатся язычные железы — gll. linguales, выделяющие слизистый секрет. Отверстия их протоков хорошо заметны в области корня языка.
У быков отсутствуют. 
Вкусовые луковицы (почки)
В эпителии большинство сосочков имеются вкусовые луковицы. Вкусовые луковицы, или почки, содержат концевой рецепторный аппарат вкусового анализатора и располагаются в сосочках языка, а также на заднем крае неба, в эпителии глотки и надгортанника. Существует распространенный миф о том, что разные зоны языка отвечают за восприятие разных вкусов. На самом деле вкусовые рецепторы разных вкусов расположены хаотично на языке и даже внутри одной вкусовой луковицы могут находиться рецепторы разных базовых вкусов. 
Вкусовые почки располагаются на кончике сосочка, а число их колеблется от 2 до 15. Каждая вкусовая луковица состоит из поддерживающих клеток и клеток-рецепторов вкуса. Первые из них имеют форму долек апельсина и группируются вокруг углубления, связанного с поверхностью вкусовой поры. Для того, чтобы вызвать вкусовое ощущение, находящееся в растворе вещество через поры попадает во вкусовые луковицы и возбуждает хеморецепторы. Последние генерируют нервный импульс, передающийся по афферентным нервным волокнам лицевого нерва. Жизненный цикл клеток вкусовой луковицы составляет около 10 дней. В течение этого срока обновляются все клетки, в том числе и рецепторные. 

### Мышцы языка
(лат. mm. linguae). Основную массу языка составляют мышцы с их соединительнотканным аппаратом.
Мышцы языка можно разделить на две группы. Одна представлена мышцами, начинающимися на костях и вплетающимися в тело языка. Эти мышцы принято называть скелетными, их сокращение изменяет положение языка:
1. шило-язычная мышца (m. styloglossus) — начинается на шиловидном отростке височной кости и шило-нижнечелюстной связке, идёт вниз по боковой и нижней поверхностям языка. Тянет язык вверх и назад.
2. подбородочно-язычная мышца (m. genioglossus) — начинается на подбородочной ости нижней челюсти, переходит в вертикальную мышцу языка. Движет язык вперёд.
3. подъязычно-язычная мышца (m. hyoglossus) — начинается на теле и большом роге подъязычной кости, идёт на боковую часть языка. Тянет язык назад и вниз, при этом опускает надгортанник — закрывает гортань при глотании.
4. небно-язычная мышца (m.palatoglossus) — расположена в толще одноименной дужки. Поднимает корень языка

Другая группа мышц является собственными мышцами языка, их функция — изменять форму языка:
1. верхняя продольная мышца (m. longitudinalis superior)
2. нижняя продольная мышца (m. longitudinalis inferior)
3. поперечная мышца языка (m. transversus linguae)
4. вертикальная мышца языка (m. verticalis linguae)

### Слюнные железы языка
Железы языка бывают серозные, слизистые и смешанные. Различают следующие железы языка:
1. Передняя железа, glandula lingualis anterior, парная, смешанная, расположена под нижней продольной мышцей вблизи кончика языка. Выводные протоки железы (до 7) открываются на нижней поверхности языка.
2. Задние железы, glandulae linguales posteriores, многочисленные мелкие железы смешанного, серозного и слизистого типов. Они залегают между пучками мышечных волокон в задней половине языка. Протоки их открываются в бороздках желобоватых сосочков, а также на других участках слизистой оболочки[1].

### Язычная миндалина
В слизистой оболочке корня языка, сзади от борозды, находятся скопления лимфоидной ткани в виде фолликулов различной величины. Совокупность язычных лимфатических фолликулов называется язычной миндалиной, tonsilla lingualis. В области скопления фолликулов слизистая оболочка образует заметное возвышение, в центре которого находится углубление — крипта. Язычная миндалина входит в лимфо-эпителиальное глоточное кольцо Вальдейера-Пирогова.
Кровоснабжение языка обеспечивается а. lingualis, ветви которой формируют внутриорганное сосудистое русло.
Венозный отток крови осуществляется через v. lingualis, впадающую во внутреннюю яремную вену.
Лимфотток осуществляется в подбородочные, поднижнечелюстные и заглоточные лимфатические узлы.
Иннервация мышц языка осуществляется n. hypoglossus, слизистой оболочки в передних двух третях — n. lingualis (из n. mandibularis), в задней трети — n. glossopharyngeus, участка корня около надгортанника — n. laryngeus superior (из n. vagus). Нервные волокна к вкусовым луковицам идут в составе chorda tympani (n. intermedius) к грибовидным и листовидным, n. glossopharyngeus — к желобоватым сосочкам.

## Развитие языка

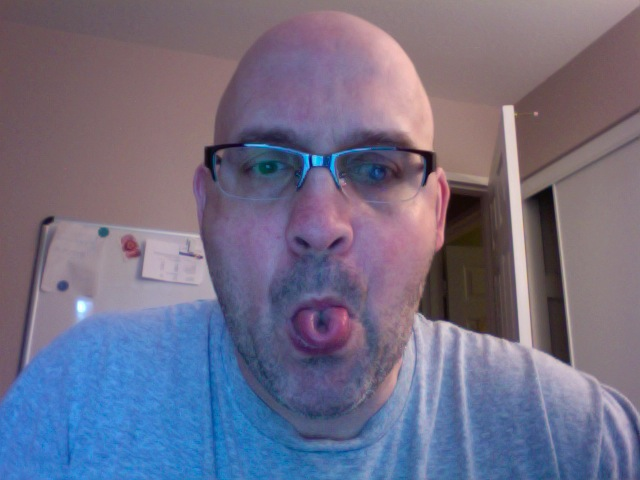
Вследствие того, что развитость мышц языка в норме имеет определённую вариантность, не все люди могут сложить язык трубочкой

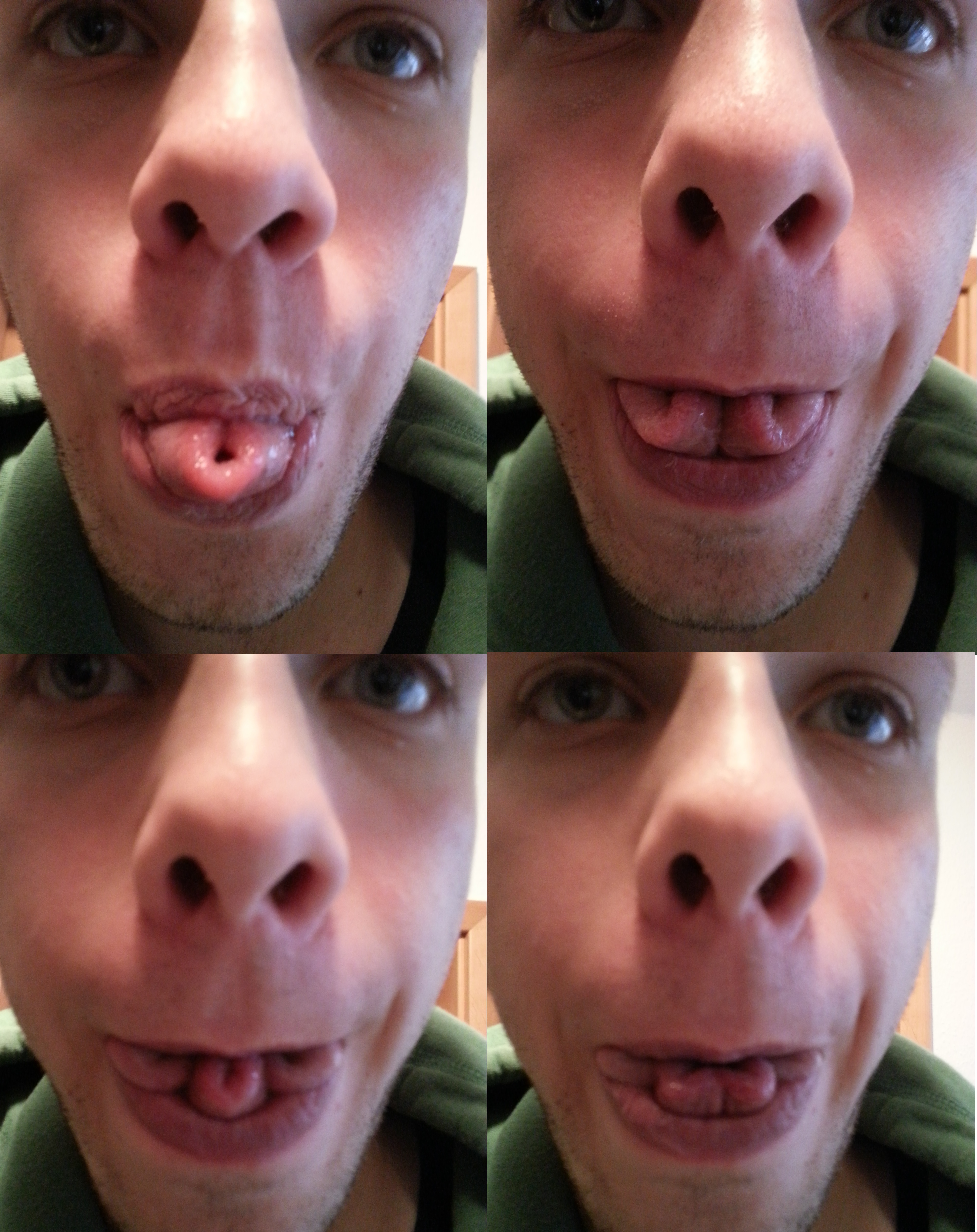
4-кратное складывание языка

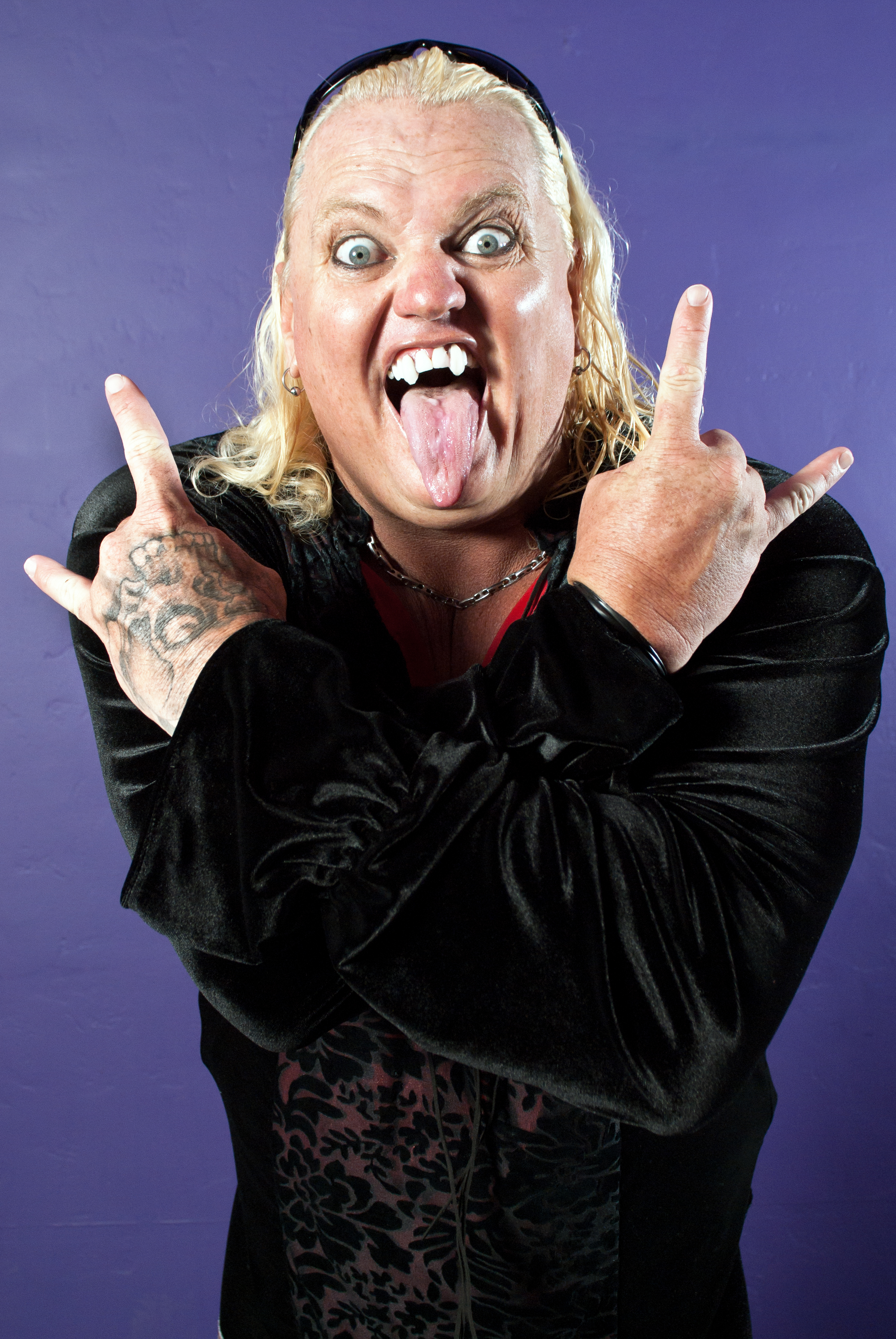
То же относится к способности достать кончиком языка подбородок или нос

Мышцы языка развиваются из заушных миотомов — производных мезенхимы. Слизистая оболочка — из эктодермы.
Язык развивается из трёх зачатков. В качестве следа сращения этих зачатков на языке заметны две борозды: срединная борозда языка, sulcus medianus linguae, и пограничная борозда, sulcus terminalis.
Сосочки языка развиваются на 6-7 месяце внутриутробного развития.

### Варианты нормального развития языка
- Отсутствие слепого отверстия (7 % случаев);
- Добавочные мышцы: зерноязычная, ушноязычная, добавочная ротоязычная, средняя продольная мышца языка.

### Аномалии развития языка
- Аглоссия — отсутствие языка (редко);
- Расщепление языка на конце с образованием двух-трёх лопастей вследствие несращения;
- Слепое отверстие языка может не редуцироваться полностью или частично, что вызывает образование срединных кист и свищей шеи (редко).

### Возрастные особенности языка
Язык новорождённого широкий, короткий, толстый, малоподвижный. Он занимает всю полость рта. При закрытой полости рта он выходит за края десен и касается щек. Впереди язык выступает между верхней и нижней челюстями в преддверие рта, которое у новорождённого очень маленькое. Сосочки языка выражены. Язычная миндалина развита слабо.

## Пересадка языка
19 июля 2003 года в общей больнице города Вена (Австрия) была (впервые в мире) произведена операция по пересадке языка. Операция продлилась 14 часов. В конце августа того же года пациент был выписан из больницы.